# Акимбетова, Гайша Мустафиновна
Гайша Мустафиновна Акимбетова (баш. Ғәйшә Мостафа ҡыҙы Әкимбәтова; род. 19 сентября 1930 года) — советская колхозница, председатель исполкома Кидрячевского сельсовета Давлекановского района БАССР, депутат Верховного Совета СССР VIII созыва, делегат XXIII и XXIV съездов КПСС.

## Биография
Гайша Акимбетова родилась 19 сентября 1930 года в деревне Бурангулово Давлекановского района Башкирской АССР. По национальности башкирка. Получила неполное среднее образование. Трудовую деятельность начала в колхозе «Бурангул». В 1953—1958 годах работала в колхозе «Асылыкуль». За своё трудолюбие и ответственность была избрана депутатом исполкома Кидрячевского сельсовета Давлекановского района. В 1961 году стала председателем исполкома Кидрячевского сельсовета. На этом посту уделяла внимание социально-культурному строительству и благоустройству населённых пунктов.
В 1963 году вступила в КПСС. В 1966 году избрана делегатом XXIII съезда КПСС. В 1970 году избрана депутатом Совета национальностей Верховного Совета СССР VIII созыва от Уфимского сельского избирательного округа № 505 Башкирской АССР. Участвовала в XXIV съезде КПСС как делегат Верховного Совета СССР. Была членом Мандатной комиссии Совета Национальностей. Выступала с речью на IV сессии Верховного Совета СССР. Участвовала в рассмотрении проекта закона о статусе депутата.

## Награды
- Орден «Знак Почёта»[1]
- Медаль «За добросовестный труд»[1]
- Медаль «За образцовый труд»[1]
- Медаль «Ветеран труда»[1]
- Почётные грамоты правительства[1]
- Звание «Почетный гражданин города Давлеканово и Давлекановского района»[1]